# Cyphoderus
Genre
Cyphoderus est un genre de collemboles de la famille des Lepidocyrtidae. Il comprend une soixantaine d'espèces réparties dans le monde entier. Ce sont des commensaux d'Hyménoptères  sociaux et de termites, comme Cyphoderus albinus qui se retrouve parfois en grand nombre dans les fourmilières européennes.

## Liste des espèces
Selon Checklist of the Collembola of the World (version du 26 août 2019) :
- Cyphoderus adelaideae Womersley, 1934
- Cyphoderus affinis Giard, 1895
- Cyphoderus africanus Womersley, 1929
- Cyphoderus agnotus Börner, 1906
- Cyphoderus albinus Nicolet, 1842
- Cyphoderus amaranus Brown, 1926
- Cyphoderus antennatus Delamare Deboutteville, 1945
- Cyphoderus antigone Fernando, 1959
- Cyphoderus arcuatus Wahlgren, 1906
- Cyphoderus arlei Cassagnau, 1963
- Cyphoderus asiaticus Yosii, 1959
- Cyphoderus assimilis Börner, 1906
- Cyphoderus bidenticulatus (Parona, 1888)
- Cyphoderus bidenticulatus Womersley, 1934
- Cyphoderus buxtoni Brown, 1920
- Cyphoderus caetetus Zeppelini & Oliveira, 2016
- Cyphoderus canariensis da Gama, 1988
- Cyphoderus cuthbertsoni Womersley, 1929
- Cyphoderus dorsti Jacquemart, 2011
- Cyphoderus empodialis Rapoport, 1962
- Cyphoderus folsomi Handschin, 1927
- Cyphoderus galapagoensis Jacquemart, 1976
- Cyphoderus ganeensis Tyagi & Baijal, 1979
- Cyphoderus genneserae Carpenter, 1913
- Cyphoderus gisini Gruia, 1967
- Cyphoderus handschini (Delamare Deboutteville, 1948)
- Cyphoderus holonycha Silvestri, 1918
- Cyphoderus hrdyi Rusek, 1971
- Cyphoderus inaequalis Folsom, 1927
- Cyphoderus indicus Mandal, Suman & Bhattacharya, 2016
- Cyphoderus innominatus Mills, 1938
- Cyphoderus insularum Carpenter, 1916
- Cyphoderus javanus Börner, 1906
- Cyphoderus jharkhandensis Mandal, Suman & Bhattacharya, 2016
- Cyphoderus kawari Jacquemart, 1974
- Cyphoderus khaochakanus Jantarit, Satasook & Deharveng, 2014
- Cyphoderus komareki Rusek, 1961
- Cyphoderus laticlavatus (Stach, 1960)
- Cyphoderus manuneru Bernard, Soto-Adames & Wynne, 2015
- Cyphoderus mitumbis Tshelnokov, 1977
- Cyphoderus monopterus Rusek, 1981
- Cyphoderus mucrominimus de Oliveira, Alves & Zeppelini, 2017
- Cyphoderus mucrostrimenus de Oliveira, Alves & Zeppelini, 2017
- Cyphoderus napoensis Thibaud & Najt, 1987
- Cyphoderus nigeri Jacquemart, 1980
- Cyphoderus omoensis Delamare Deboutteville, 1945
- Cyphoderus paralbinus Jacquemart, 1980
- Cyphoderus pinnatus (Folsom, 1923)
- Cyphoderus propinquus Stach, 1963
- Cyphoderus pseudalbinus Schött, 1917
- Cyphoderus reuteri Loksa, 1978
- Cyphoderus rubiae Baijal, 1955
- Cyphoderus saheli Jacquemart, 1980
- Cyphoderus sarojinii Bhattacharjee, 1985
- Cyphoderus similis Folsom, 1927
- Cyphoderus songkhlaensis Jantarit, Satasook & Deharveng, 2014
- Cyphoderus squamidives Silvestri, 1918
- Cyphoderus subserratus Delamare Deboutteville, 1948
- Cyphoderus subsimilis Delamare Deboutteville, 1948
- Cyphoderus sudanensis Wahlgren, 1906
- Cyphoderus sumatranus Yoshii, 1987
- Cyphoderus termitellus Delamare Deboutteville, 1948
- Cyphoderus trinervoides Paclt, 1965
- Cyphoderus variabilis Jacquemart, 1980
- Cyphoderus veneris Delamare Deboutteville, 1923
- Cyphoderus virungiensis Tshelnokov, 1977
- Cyphoderus yoshiiorum Thibaud & Najt, 1987
- Cyphoderus yugoslavicus Denis, 1933
- Cyphoderus zoroastris Yosii, 1963

## Publications originales
- Nicolet, 1842 : Recherches pour Servir à l'Histoire des Podurelles. Nouvelles Mémoires Helvétique Science Naturelle, vol. 6, p. 1-88 (texte intégral).